# Aciaria

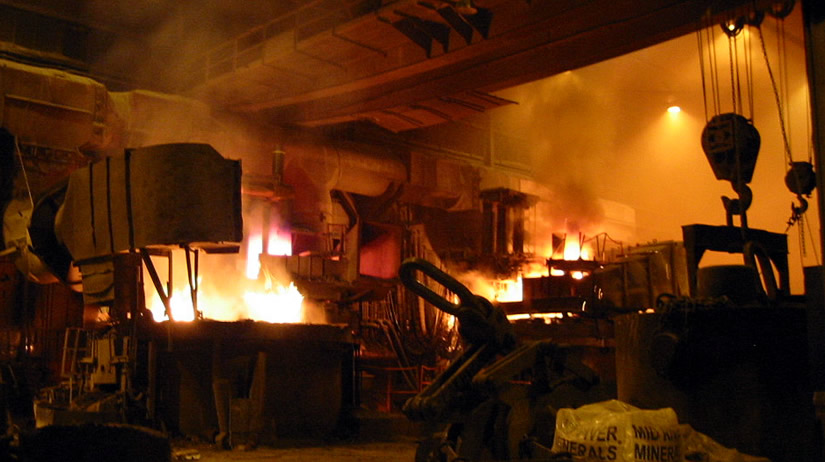
Interior de uma aciaria.

Aciaria é a unidade de uma usina siderúrgica onde existem máquinas e equipamentos voltados para o processo de transformar o ferro gusa em diferentes tipos de aço.
O principal destes equipamentos é o convertedor, que é um tipo de forno, revestido com tijolos refratários e que transforma o ferro gusa e a sucata em aço. Uma lança sopra oxigênio em alta pressão para o interior do forno, produzindo reações químicas que separam as impurezas, como os gases e a escória. A principal reação química no convertedor ocorre entre o oxigênio injetado e o carbono presente no ferro gusa, gerando gases que são eliminados no convertedor. Estes gases se combinam e retiram o carbono do gusa, dando origem ao aço. O processamento na aciaria divide-se em refino primário e refino secundário. O refino primário acontece no convertedor, onde o ferro-gusa geralmente adicionado a sucata de aço é transformado em aço. Nesta fase são removidos o silício, o manganés, e principalmente o carbono. No refino secundário são feitas as correções mais específicas e controladas. A composição de outros elementos químicos é corrigida com adição de ferroligas. Geralmente utiliza-se Forno-Panela para este acerto de composição química.

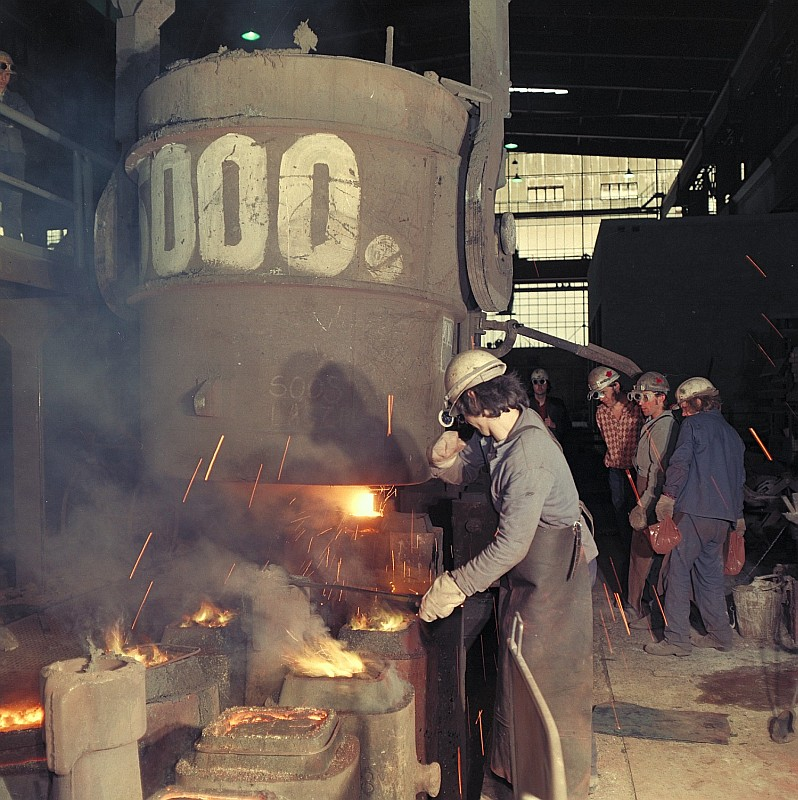
Lingotamento convencional, lingotes de 500 a 700 Kg.

Após o acerto da temperatura e da composição química, o aço líquido é solidificado. A solidificação pode ser feita via Lingotamento Convencional ou Lingotamento Contínuo. Quando enviado a máquina de Lingotamento Contínuo o aço normalmente é solidificado na forma de Placas, Blocos ou Tarugos e quando enviado ao Lingotamento Convencional é solidificado na forma de Lingotes. Estes produto por sua vez são matéria prima de outros processos como por exemplo a Laminação.
Em sequência estes produtos são separados em duas classes: Longos e Planos. Produtos longos (Blocos, Tarugos ou Fio-máquina) e Planos no caso de Placas ou Chapas Grossas.